# Варсту (волость)
Варсту (ест. Varstu vald) — волость в Естонії, у складі повіту Вирумаа. 

## Положення
Площа волості — 170,7 км², чисельність населення на 1 січня 2006 року становила 1294 особи.  
Адміністративний центр волості — селище Варсту. До складу волості входять ще 18 сіл:  Harjuküla, Hintsiko, Kangsti, Krabi, Kõrgepalu, Laurimäe, Liguri, Lüütsepa, Matsi, Metstaga, Mutemetsa, Paganamaa, Punsa, Pähni, Raudsepa, Soolätte, Tagakolga, Vana-Roosa та Viru küla.